# Lista de prêmios e indicações recebidas por Emilia Clarke
Emilia Clarke é uma atriz britânica. O primeiro papel creditado de Clarke na televisão foi uma pequena participação na série Doctors da BBC One em 2009. Ela apareceu no filme para televisão de 2010 Triassic Attack e foi nomeada Estrela do Amanhã pela revista de cinema Screen International. Posteriormente, ela foi escalada como Daenerys Targaryen na série Game of Thrones da HBO em 2010, um papel pelo qual foi indicada três vezes ao Primetime Emmy Award de Melhor Atriz Coadjuvante em Série Dramática (2013, 2015 e 2016) e Primetime Emmy Award de Melhor Atriz Principal em Série Dramática pela última temporada em 2019. Clarke ganhou o Saturn Award de Melhor Atriz de Televisão em 2019. Ela também, junto com os outros membros do elenco de Game of Thrones, recebeu o Empire Hero Award. em 2015 e sete indicações para o prêmio Screen Actors Guild de Melhor Desempenho de Elenco em Série Dramática (2012, 2014–2018 e 2020).
Clarke interpretou Sarah Connor no filme de ação de ficção científica de 2015, Terminator Genisys, pelo qual recebeu uma indicação ao Teen Choice Award por Choice Female Summer Movie Star. Ela estrelou ao lado de Sam Claflin no filme de drama romântico de 2016, Me Before You, que lhes rendeu indicações ao [Prêmios MTV Movie & TV|MTV Movie & TV Award]] e ao Teen Choice Award por suas atuações. Por seu papel de Qi'ra no filme Solo: A Star Wars Story de 2018, ela foi indicada como Favorite Butt-Kicker no Kids' Choice Awards de 2019. Em 2019, a revista Time reconheceu Clarke como uma das 100 pessoas mais influentes do mundo na categoria “Artista”. Ela também ganhou o Prêmio Britannia de Artista Britânico do Ano na cerimônia de 2018. Clarke também foi homenageada por seu trabalho de caridade. Em 2019, ela ganhou o prêmio Shorty Do Good de Melhor Vídeo de Comédia por um vídeo que fez para divulgar sua instituição de caridade SameYou e o Royal College of Nursing. Em 2024, Clarke e sua mãe receberam MBEs por seu trabalho de caridade com SameYou.

## Prêmios e nomeações
| Prêmio                                        | Ano  | Categoria                                                       | Trabalho                                                                                         | Resultado | Ref(s) |
| --------------------------------------------- | ---- | --------------------------------------------------------------- | ------------------------------------------------------------------------------------------------ | --------- | ------ |
| Britannia Awards                              | 2018 | British Artist of the Year                                      | Emilia Clarke                                                                                    | Venceu    | [ 4 ]  |
| Critics' Choice Television Awards             | 2013 | Best Supporting Actress in a Drama Series                       | Game of Thrones                                                                                  | Indicado  | [ 5 ]  |
| Critics' Choice Television Awards             | 2016 | Best Supporting Actress in a Drama Series                       | Game of Thrones                                                                                  | Indicado  | [ 6 ]  |
| Critics' Choice Television Awards             | 2018 | Best Supporting Actress in a Drama Series                       | Game of Thrones                                                                                  | Indicado  | [ 7 ]  |
| Empire Awards                                 | 2015 | Empire Hero Award                                               | Game of Thrones                                                                                  | Venceu    | [ 8 ]  |
| EWwy Awards                                   | 2011 | Best Supporting Actress – Drama                                 | Game of Thrones                                                                                  | Venceu    | [ 9 ]  |
| Golden Nymph Awards                           | 2012 | Outstanding Actress in a Drama Series                           | Game of Thrones                                                                                  | Indicado  | [ 10 ] |
| Gracie Awards                                 | 2012 | Outstanding Female Rising Star in a Drama Series or Special     | Game of Thrones                                                                                  | Venceu    | [ 11 ] |
| IGN Awards                                    | 2011 | Best TV Actress                                                 | Game of Thrones                                                                                  | Indicado  | [ 12 ] |
| IGN People's Choice Awards                    | 2011 | Best TV Actress                                                 | Game of Thrones                                                                                  | Indicado  | [ 12 ] |
| Jupiter Awards                                | 2016 | Best International Actress                                      | Terminator Genisys                                                                               | Indicado  | [ 13 ] |
| Nickelodeon Kids' Choice Awards               | 2019 | Favorite Butt-Kicker                                            | Solo: A Star Wars Story                                                                          | Indicado  | [ 14 ] |
| MTV Movie & TV Awards                         | 2017 | Best Performance in a Show                                      | Game of Thrones                                                                                  | Indicado  | [ 15 ] |
| MTV Movie & TV Awards                         | 2017 | Tearjerker                                                      | Me Before You                                                                                    | Indicado  | [ 15 ] |
| MTV Movie & TV Awards                         | 2018 | Best Hero                                                       | Game of Thrones                                                                                  | Indicado  | [ 16 ] |
| MTV Movie & TV Awards                         | 2019 | Best Performance in a Show                                      | Game of Thrones                                                                                  | Indicado  | [ 17 ] |
| People's Choice Awards                        | 2014 | Favorite Sci-Fi/Fantasy TV Actress                              | Game of Thrones                                                                                  | Indicado  | [ 18 ] |
| People's Choice Awards                        | 2016 | Favorite Sci-Fi/Fantasy TV Actress                              | Game of Thrones                                                                                  | Indicado  | [ 19 ] |
| People's Choice Awards                        | 2017 | Favorite Sci-Fi/Fantasy TV Actress                              | Game of Thrones                                                                                  | Indicado  | [ 20 ] |
| Primetime Emmy Awards                         | 2013 | Outstanding Supporting Actress in a Drama Series                | Game of Thrones                                                                                  | Indicado  | [ 21 ] |
| Primetime Emmy Awards                         | 2015 | Outstanding Supporting Actress in a Drama Series                | Game of Thrones                                                                                  | Indicado  | [ 21 ] |
| Primetime Emmy Awards                         | 2016 | Outstanding Supporting Actress in a Drama Series                | Game of Thrones                                                                                  | Indicado  | [ 21 ] |
| Primetime Emmy Awards                         | 2019 | Outstanding Lead Actress in a Drama Series                      | Game of Thrones                                                                                  | Indicado  | [ 21 ] |
| Satellite Awards                              | 2013 | Best Supporting Actress – Series, Miniseries or Television Film | Game of Thrones                                                                                  | Indicado  | [ 22 ] |
| Saturn Awards                                 | 2015 | Best Supporting Actress on Television                           | Game of Thrones                                                                                  | Indicado  | [ 23 ] |
| Saturn Awards                                 | 2019 | Best Actress on Television                                      | Game of Thrones                                                                                  | Venceu    | [ 24 ] |
| Scream Awards                                 | 2011 | Scream Award for Breakout Performance – Female                  | Game of Thrones                                                                                  | Venceu    | [ 25 ] |
| Scream Awards                                 | 2011 | Scream Award for Best Ensemble                                  | Game of Thrones                                                                                  | Indicado  | [ 25 ] |
| Screen Actors Guild Awards                    | 2012 | Outstanding Performance by an Ensemble in a Drama Series        | Game of Thrones                                                                                  | Indicado  | [ 26 ] |
| Screen Actors Guild Awards                    | 2014 | Outstanding Performance by an Ensemble in a Drama Series        | Game of Thrones                                                                                  | Indicado  | [ 27 ] |
| Screen Actors Guild Awards                    | 2015 | Outstanding Performance by an Ensemble in a Drama Series        | Game of Thrones                                                                                  | Indicado  | [ 28 ] |
| Screen Actors Guild Awards                    | 2016 | Outstanding Performance by an Ensemble in a Drama Series        | Game of Thrones                                                                                  | Indicado  | [ 29 ] |
| Screen Actors Guild Awards                    | 2017 | Outstanding Performance by an Ensemble in a Drama Series        | Game of Thrones                                                                                  | Indicado  | [ 30 ] |
| Screen Actors Guild Awards                    | 2018 | Outstanding Performance by an Ensemble in a Drama Series        | Game of Thrones                                                                                  | Indicado  | [ 31 ] |
| Screen Actors Guild Awards                    | 2020 | Outstanding Performance by an Ensemble in a Drama Series        | Game of Thrones                                                                                  | Indicado  | [ 32 ] |
| Screen International Stars of Tomorrow        | 2010 | UK Star of Tomorrow                                             | Triassic Attack                                                                                  | Venceu    | [ 33 ] |
| SFX Awards                                    | 2013 | Best Actress                                                    | Game of Thrones                                                                                  | Venceu    | [ 34 ] |
| Shorty Do Good Awards                         | 2018 | Influencer & Celebrity Partnerships                             | Emilia Clarke Takes You Behind the Scenes of Game of Thrones to Support Royal College of Nursing | Venceu    | [ 35 ] |
| Shorty Do Good Awards                         | 2018 | Comedy Video                                                    | Emilia Clarke Takes You Behind the Scenes of Game of Thrones to Support Royal College of Nursing | Finalista | [ 35 ] |
| Shorty Do Good Awards                         | 2019 | Comedy Video                                                    | Emilia Clarke x Omaze                                                                            | Venceu    | [ 36 ] |
| Teen Choice Awards                            | 2015 | Choice Summer Movie Star: Female                                | Terminator Genisys                                                                               | Indicado  | [ 37 ] |
| Teen Choice Awards                            | 2016 | Choice Movie Liplock                                            | Me Before You                                                                                    | Indicado  | [ 38 ] |
| Teen Choice Awards                            | 2018 | Choice Summer Movie Actress                                     | Solo: A Star Wars Story                                                                          | Indicado  | [ 39 ] |
| TIME 100 Most Influential People in the World | 2019 | Artist                                                          | Emilia Clarke                                                                                    | Venceu    | [ 40 ] |
| Young Hollywood Awards                        | 2014 | Fan Favorite Actor – Female                                     | Game of Thrones                                                                                  | Indicado  | [ 41 ] |